# Championnat du Canada féminin de soccer
Le championnat du Canada féminin de soccer, dont le nom officiel est Super Ligue du Nord, est une ligue professionnelle canadienne féminine de soccer dont le lancement est prévu en 2025.

## Histoire

Logo provisoire.

Un championnat semi-professionnel, la Ligue1 Canada, existe depuis 2022. Il rassemble les championnats provinciaux du Québec, d'Ontario et de Colombie-Britannique. Une compétition interprovinciale est créée dès 2022.
La Ligue1 Canada a vocation à devenir la deuxième division d'un championnat professionnel féminin canadien, dont la création a longtemps été un serpent de mer. Alors que la sélection canadienne obtient de très bons résultats, avec notamment une médaille de bronze aux Jeux olympiques de Londres et de Rio, puis une médaille d'or à ceux de Tokyo, de nombreuses stars de l'équipe nationale demandent la création de structures professionnelles pour le soccer féminin canadien, pour capitaliser sur ces performances. En effet, malgré l'organisation au Canada de la Coupe du monde 2015, le pays n'a même pas de franchise en NWSL, la ligue professionnelle américaine.
Face à l'absence de projets, ce sont finalement deux joueuses de l'équipe nationale, Christine Sinclair et Diana Matheson (désormais retraitée), qui organisent la création de cette ligue. Le projet est rendu public en décembre 2022, la ligue doit être lancée en avril 2025, et la première saison se terminer en automne de la même année,,. En avril 2023, la ligue annonce que six équipes ont postulé pour la première saison.
Le 28 mai 2024, Diana Matheson annonce pendant le sommet ESPN W que le nom de la ligue est « Super Ligue du Nord » («Northern Super League» en anglais).
Le 16 avril 2025, la première partie de la nouvelle ligue a lieu au stade BC Place à Vancouver devant l'équipe locale, le Rise de Vancouver qui remporte le match 1 à 0 contre le Wild de Calgary alors que Quinn marque le premier but de la ligue lors d'un pénalty à la 22e minute.

## Organisation

### Format de la compétition
- En 2025, chaque équipe participera à 25 matches pendant l’année.
- Après la saison régulière, les 4 meilleures équipes participeront aux séries éliminatoires[9].

### Règles des effectifs
- Chaque club ne peut pas avoir plus de sept joueuses non canadiennes.
- Le plafond salarial de toutes les joueuses d’un club est de 1 500 000 $[10]. 
  - Le salaire minimal d’une joueuse est de 50 000 $.
  - Chaque club peut recruter une seule « joueuse marquée » (« marquee player » en anglais) dont le salaire peut être augmenté de 75000 $ (montant 2025)[9].

## Participants
La ligue rassemble six franchises. Les Whitecaps de Vancouver et les Foothills de Calgary, dont les sections masculines évoluent respectivement en MLS et en USL2, annoncent rapidement leur participation. En avril 2023, une nouvelle franchise est annoncée à Toronto.
| \| Rise AFC Toronto Wild Tides Roses Rapide \| Localisation des clubs engagés dans le championnat. |
| Rise AFC Toronto Wild Tides Roses Rapide                                                           |

| Équipe            | Ville     | Stade                           | Début | Entraîneur-chef         | Club associé                         |
| ----------------- | --------- | ------------------------------- | ----- | ----------------------- | ------------------------------------ |
| Wild de Calgary   | Calgary   | Stade McMahon                   | 2025  | Lydia Bedford           | Foothills de Calgary (L1AB (en)/UWS) |
| AFC Toronto       | Toronto   | Stade York Lions                | 2025  | Marko Milanović         | Nitros de North Toronto (L1ON)       |
| Rise de Vancouver | Vancouver | Stade Swangard                  | 2025  | Anja Heiner-Møller (de) | Whitecaps de Vancouver (MLS)         |
| Tides de Halifax  | Halifax   | Wanderers Grounds               | 2025  | Lewis Page              | –                                    |
| Roses de Montréal | Montréal  | Centre sportif Bois-de-Boulogne | 2025  | Robert Roșițoiu         | –                                    |
| Rapide d'Ottawa   | Ottawa    | Stade Place TD                  | 2025  | Katrine Pedersen        | –                                    |